# بالا کفت

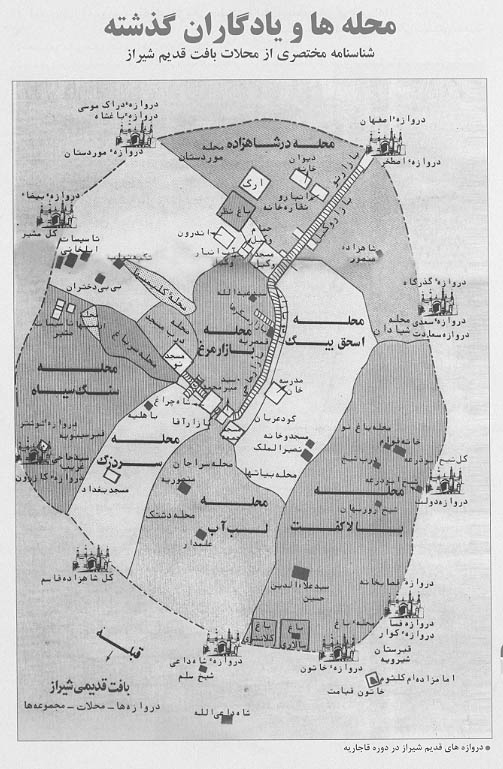
نقشه شیراز قدیم

بالا کفت (بالا کفد) نام یکی از محله‌های شیراز قدیم است که در نزدیکی حرم شاهچراغ و پایین محله لب آب قرار دارد.

## وجه تسمیه
کفت به فتح کاف در لغت فارسی به معنی دوش و سر دوش است که به عربی کتف است. این محله را بالا کت یا بال کت یا بال کد نیز گویند. از زمانی که والی کریمخان زند حصار شیراز را کوچک نمود، محلهٔ سر باغ و این محله را یک محله فرمود و همه آن را بالاکفت گفتند (فسائی، فارسنامهٔ ناصری، 47).
کفد یا کفت یا کت در زبان و لهجه‌ی مردم قدیم شیراز به قسمت‌های باغستانی و باغات بزرگ گفته می‌شده و این محله شامل باغ‌های بزرگی مانند: باغ سالاری، باغ خاتون، باغ کلانتری، باغ آستانه و باغ‌های کوچک‌‌تری بوده‌است. چون مدفن برادر علی بن موسی الرضا (سید علاءالدین‌حسین) در این محله قرار دارد، بنابراین این محله را محلهٔ آستانه نیز گفته‌اند و هنوز هم به این محله درب آستانه می‌گویند. از زمانی که پادشاه عصر، کریمخان زند، حصار شیراز را کوچک کرد، محلهٔ باغ نو و این محله را در هم ادغام نمود و همه را بالاکفت نامید.

## موقعیت جغرافیایی
این محله از شمال به محله درب شاهزاده، از غرب به محله اسحاق بیگ و محله لب آب، از جنوب به محله دروازه خاتون و از شرق به محله دروازه قصاب‌خانه و محله کل شیخ ابوذرعه محدود میشده‌است.

## بناهای شاخص
از بناهای شاخص محله می‌توان به آرامگاه سید علاءالدین حسین، آرامگاه شیخ روزبهان، نارنجستان قوام، خانه زینت الملک، مسجد قورخانه، حمام گودی، زورخانه آستانه، امامزاده منصور، مسجد و امامزاده سید ابوطالب، مدرسه هاشمیه و آرامگاه شیخ ابوذرعه اشاره کرد.

## تقسیم‌بندی محلات شیراز قدیم
در کل محلات شیراز به دو دسته بزرگ حیدری و نعمتی تقسیم شده بودند. حیدری به محلاتی گفته می‌شد که افراد آن محلات، خود را پیرو سلطان حیدر  که از مشایخ عرفان بود، می‌دانستند.
نعمتی به محلاتی اطلاقی می‌شد که ساکنان آن خود را پیرو شاه نعمت‌الله ولی که او نیز از بزرگ‌ترین و شاخص‌ترین عرفای عصر بودمی‌دانستند. درگیری‌ها و مخاصماتی که بین این دو دسته در سال‌های متمادی صورت گرفته هنوز هم مورد بحث است و حتی به صورت ضرب‌المثل جنگ حیدری، نعمتی در زبان‌هاست.
پنج محله‌ محله اسحاق بیگ، محله درب شاهزاده، محله بالا کفت، محله میدان شاه و محله بازار مرغ را حیدری خانه و پنج محله محله سرباغ، محله سنگ سیاه، محله درب مسجد، محله لب آب و محله سر دزک را نعمتی خانه می‌گفتند. البته محله ارمنی‌ها و محله کلیمی‌ها جزء محلات بی‌طرف بودند و کاری به درگیری‌ها و مخاصمات نداشتند.